# Bembecia tshatkalensis
Bembecia tshatkalensis is een vlinder uit de familie wespvlinders (Sesiidae), onderfamilie Sesiinae.
Bembecia tshatkalensis is voor het eerst wetenschappelijk beschreven door Karel Špatenka en Axel Kallies in 2006. De soort komt voor in het Palearctisch gebied.